# هرویه شارینیچ
هرویه شارینیچ (انگلیسی: Hrvoje Šarinić؛ زادهٔ ۱۷ فوریهٔ ۱۹۳۵ – درگذشته ۲۱ ژوئیه ۲۰۱۷) یک سیاست‌مدار اهل کرواسی بود. هرویه شارینیچ در ۲۱ ژوئیه ۲۰۱۷ در سن ۸۲ سالگی بر اثر ایست قلبی درگذشت.